# Arhysosage flava
Arhysosage flava är en biart som beskrevs av Jesus Santiago Moure 1958. Arhysosage flava ingår i släktet Arhysosage och familjen grävbin. Inga underarter finns listade.